# Имперский свободный город Триест
Имперский свободный город Триест (нем. Reichsunmittelbare Stadt Triest und ihr Gebie, итал. Città Imperiale di Trieste e Dintorni) — частично суверенный город-государство, состоявший из территории прибрежного города Триест и его пригородов с 1382 по 1809 гг. и с 1849 по 1918 гг.
Город принадлежал Габсбургам с XIV в. и снова стал имперским городом указом Франца Иосифа I от 2 октября 1849 г. В 1867 году эта территория стала полуавтономной административной единицей Цислейтании. После распада Австро-Венгрии территория стала частью королевства Италия.

## История

### Средние века
После падения Западной Римской империи в 476 г. Триест стал форпостом Восточной Римской империи. В 567 году город был разрушен вторгшимися лангобардами, а в 788 г. стал частью Франкского государства.
С 1081 г. Триест оставался в значительной степени независимым. После двух столетий войн с Венецианской республикой, которая оккупировала Триест с 1369 по 1372 г., городская элита обратились к австрийскому герцогу Леопольду III. Габсбургов с просьбой присоединить Триест к домену Габсбургов. Письменный договор был подписан в октябре 1382 года в Лайбахе, по нему город также входил в состав Священной Римской империи.

### При Габсбургах
Во время итальянских войн между крупными европейскими державами Триест несколько раз переходил из рук в руки. В 1508 г. Триест снова был оккупирован Венецией, год спустя был отбит войсками империи. Австро-венецианское соперничество на Адриатике несколько раз нанесло серьёзный ущерб Триесту и ослабило противодействие этих государств экспансии Османской империи на Балканах. Триест имел обширную внутреннюю автономию в домене Габсбургов и собственные государственные учреждения.
Параллельно с упадком Венеции в XVII в. город превратился в важный порт и торговый центр. Император Карл VI Габсбург, озаботившись устройством морского сообщения с новоприобретённым по итогам войны за испанское наследство владениями на юге Италии, в 1719 г. объявил Триест вольным имперским городом (статус сохранялся до 1 июля 1891 г) и свободным портом (до 1 июля 1791 г.). В июне 1734 г. Карл VI. начал строительство в городе военно-морской базы. При нём и его дочери Марии Терезии началось процветание города, в 1749 г. снос городских стен позволил Триесту расширяться и расти.

### XIX в.
В ходе революционных и коалиционных войн город трижды был оккупирован французскими войсками в 1797, 1805 и 1809 гг.. В 1804 г. Триест вошел в состав Австрийской империи на правах коронной земли. После поражения Австрии в войне пятой коалиции Триест был отделен от Австрии Шенбруннским миром и присоединен к французским иллирийским провинциям в 1809 г.
Во время правления французов Триест потерял статус свободного порта и автономию. Муниципальная автономия не была восстановлена после возвращения города Австрии. Объединение территорий, которые ранее находились под властью нескольких держав, таких как Истрия и Триест, также означало, что разные национальности могли жить вместе. Если до этого итальянцы жили преимущественно в венецианской части, то славяне поселились в австрийских областях. Эта двойная этническая принадлежность привела к многолетней борьбе между славянами и итальянцами за господство в Истрии.
В 1813 году австрийцы отбили Триест и Истрию в ходе войне шестой коалиции и присоединили их к Австрийской империи, что было подтверждено Венским конгрессом в 1815 г.

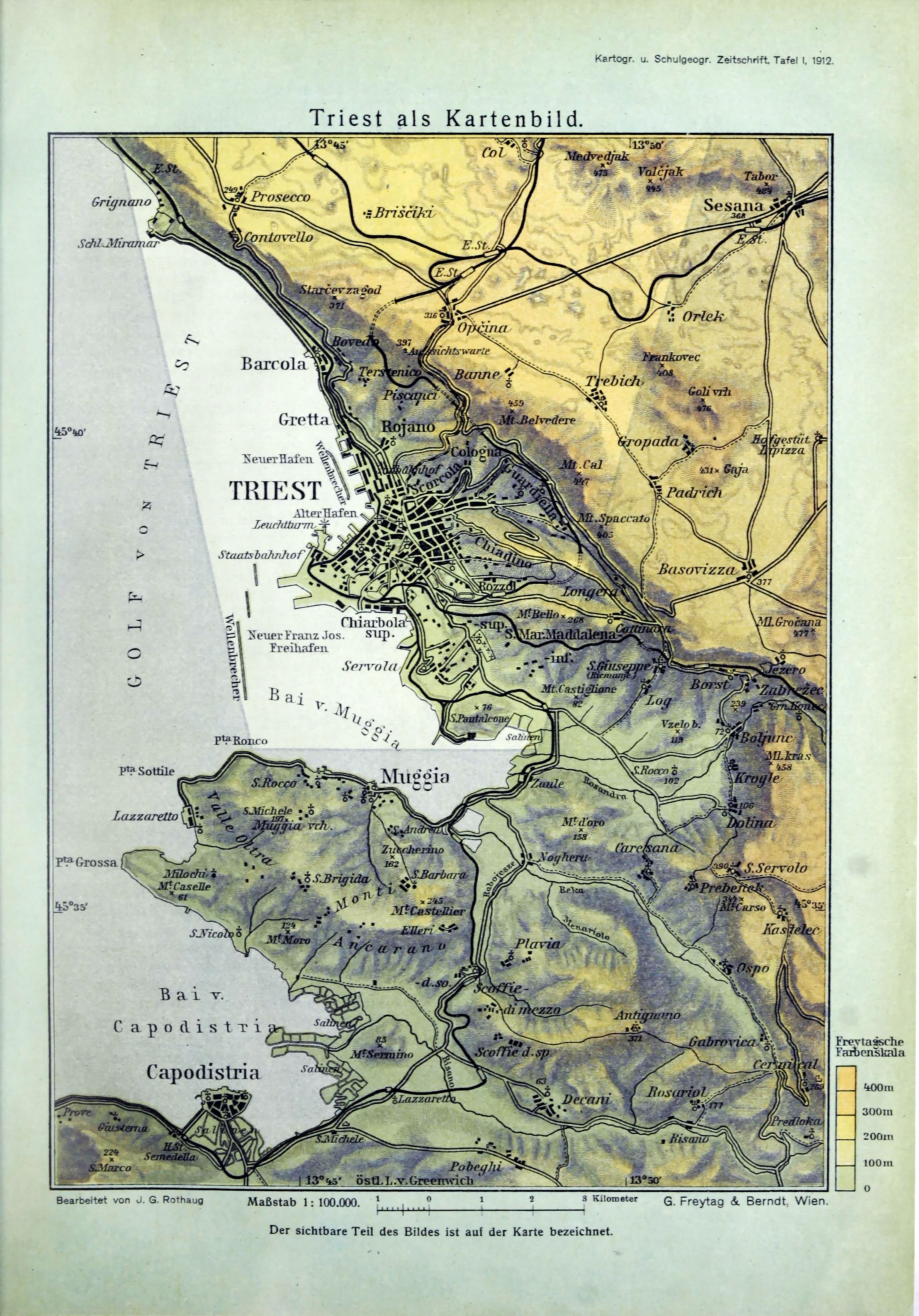
Триест, карта 1912 г.

После Венского конгресса Триест стал частью Королевства Иллирия. Будучи важнейшим портовым городом Короны, Триест вновь пережил период процветания. Имперский статус предоставил Триесту широкие экономические свободы. Роль города как крупного порта для торговли и судостроения привела к созданию нескольких торговых линий.
С 1815 г. в качестве австрийского города вошёл в состав Германского союза. В результате революции 1848 г. Триест стал частью избирательного округа Франкфуртского национального собрания, на первых выборах в первом и втором избирательном округах города была избраны Карл Людвиг фон Брук, Габриэль Йенни и Фридрих Мориц Бургер.
С введением конституционализма в Австрийской монархии в 1860 г. муниципальная автономия города была восстановлена, а после установления Австро-Венгрии в 1867 году Триест стал автономной коронной землей Цислейтании, а также был резиденция имперского губернатора коронных земель маркграфства Истрия и графства Горица.
Во времена Австро-Венгерской империи Триест пережил быстрый экономический рост и стал одним из важнейших портов Средиземноморья. Австро-венгерский флот использовал Триест как место для строительства своих кораблей и использовал город в качестве базы. Был также расширен железнодорожный и городской транспорт, что привело к быстрому расширению торговли Триеста, ставшего центром торговли в Центральной и Юго-Восточной Европе.
В начале XX в. Триест был ярким космополитическим городом с многочисленными художниками и философами. Впечатляющая венская архитектура и кофейни по сей день доминируют на улицах Триеста.

### Роспуск

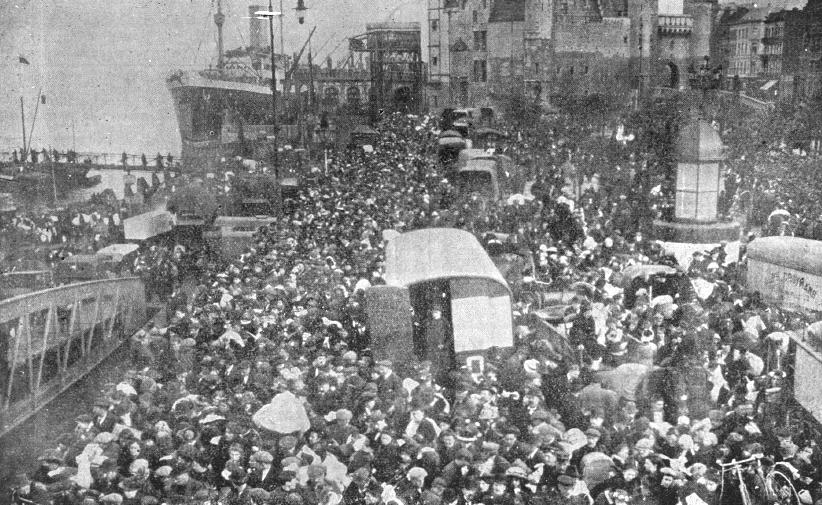
Анти-итальянская демонстрация, 1915 г.

Как и Трент в графстве Тироль, Триест был центром ирредентистского движения, целью которого было присоединение к Италии всех населенных итальянцами земель. Тем не менее, большинство итальянских жителей города отвергли присоединение к Италии.
Триест практически не пострадал от Первой мировой войны. Хотя после вступления Италии в войну в 1915 году этот район находился недалеко от Итальянского фронта, боевых действий на его территории не велось.
После распада Австро-Венгрии некоторые из её приграничных территорий, включая Триест и Истрию, были оккупированы и аннексированы Италией 31 октября 1918 года. С отречением Карла I 11 ноября 1918 года коронная земля была распущена. В 1919 г. Австрия подтвердила аннексию Триеста в Сен-Жерменском договоре, а в 1920 году вновь образованное Королевство Югославия в Рапалльском договоре.
Королевство Италия первоначально предоставило Триесту часть своей старой автономии. Ситуация изменилась, когда в 1922 году к власти пришли фашисты под руководством Бенито Муссолини. Триест потерял свою автономию и был итальянизирован. Многие хорваты и словенцы были изгнаны или вынуждены ассимилироваться.

## Политическая система
Триест был единственным городом-государством в Австро-Венгрии, имевшим особое положение. Ландтаг функционировал одновременно с муниципальным советом или городским советом, а председатель государственного парламента также был представителем австро-венгерского монарха в качестве гражданского губернатора (нем. Landeschef ) города. В парламенте было 54 депутата.
Государственный регламент города (конституция) был издан 26 февраля 1861 г. и формально действовал до 1920 г. Он предусматривал создание собственных государственных институтов Триеста и превратил коронную землю в конституционную монархию, правитель которой, император Австрии и король Венгрии и Богемии, носил титул сеньора Триеста.
Триест был резиденцией лейтенанта Австрйиского Приморья (итал. I.R. Luogotenenza del Litorale), также имела полицейское управление, городской магистрат, морское управление австрийского торгового флота, портовое и морское медицинское капитанство, высший областной и областной суд, торговый и морской суд, финансовое, почтовое и телеграфное управление, государственное управление железных дорог, епископа, бригаду и командование морского округа, а также консульства иностранных государств.
Первоначально Триест смог отправить двух представителей в рейхсрат в Вене, позже их стало пятеро.
Территория была разделена на шесть округов.

## Экономика
Триест имел промышленное производство на побережье и был экономическим центром всего региона.

## Население

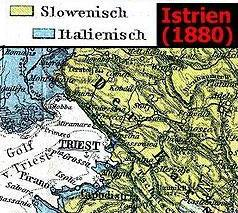
Языковая карта Триеста, 1880 г.

В 1900 г. в городе Триест и на принадлежащих ему территориях проживало 178 599 человек. Многие жители и чиновничество говорили по-немецки. Словенцы жили преимущественно в окрестных деревнях. Италоговорящие составляли 60,1 % населения в центре города, 38,1 % в пригородах и 6,0 % в окрестностях.
На территории также проживало несколько других более мелких этнических общин: чехи, истрорумыны, сербы и греки.
|           | 1880             | 1890              | 1900              | 1910              |
| --------- | ---------------- | ----------------- | ----------------- | ----------------- |
| Итальянцы | 88.887 (61,37 %) | 100.039 (63,53 %) | 116.825 (65,41 %) | 119.023 (54,65 %) |
| Словенцы  | 26.263 (18,13 %) | 27.725 (17,61 %)  | 24.679 (13,82 %)  | 56.908 (26,13 %)  |
| Немцы     | 5.141 (3,55 %)   | 7,107 (4,51 %)    | 8.880 (4,97 %)    | 11.850 (5,44 %)   |
| Всего     | 144.844          | 157.466           | 178.599           | 217.790           |

N.B.: В ходе переписей были зафиксированы только разговорные языки соответствующих австрийских граждан. В 1900 г. число так называемых иностранцев составляло 27 589, а в 1910 г. — 38 554 (сюда входили и граждане венгерской половины империи).
Религиозное распределение в 1900 году было:
- Католицизм (169 921 житель, 95,14 %)
- Протестантизм (1792, 0,99 %)
- Православие (1378, 0,77 %)
- Иудаизм (4954, 2,77 %)